# عدانة (الحد)
عدانة هي إحدى قرى عزلة الحد بمديرية الحد التابعة لمحافظة لحج، بلغ تعداد سكانها 218 نسمة حسب تعداد اليمن لعام 2004.
قبائلها 
البارق 
ال معوضه 
الشلبي 
ال بوبك 